# Quid (Lexikon)

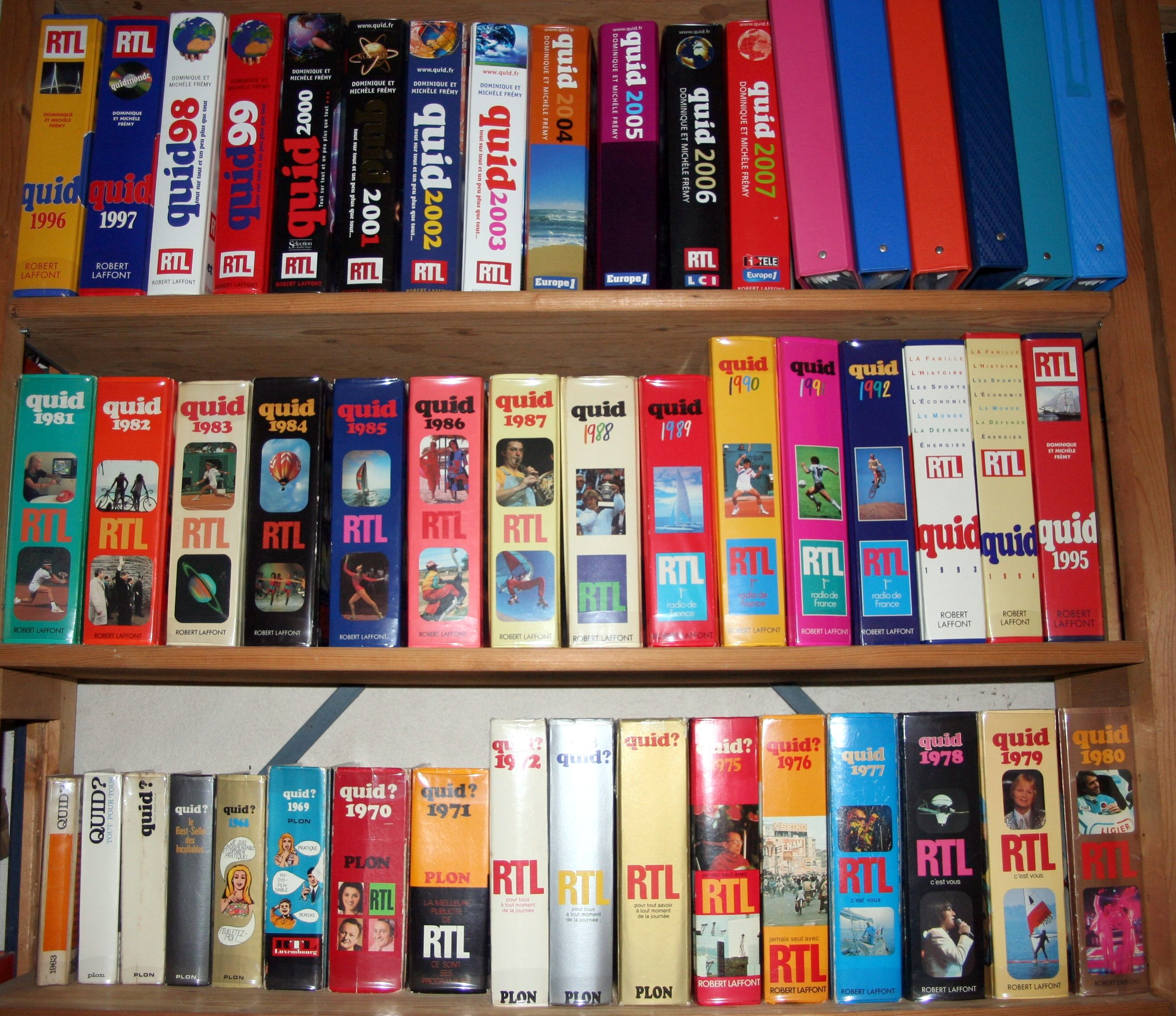
Ausgaben zwischen 1963 und 2007

Quid war ein einbändiges enzyklopädisches Nachschlagewerk, das von 1963 bis 2007 jährlich im französischen Verlag Éditions Robert Laffont erschien.

## Druckfassung (1963–2007)
Die Darstellung war sehr komprimiert, verwendete ausgiebig Abkürzungen und war in telegrafischem Stil gehalten. Quid wurde 1963 von Dominique Frémy gegründet. Das Motto des Werkes lautete tout sur tout… et tout de suite (zu deutsch in etwa: „Alles über Alles … und sofort“).
Mit 2200 Seiten hatte die Ausgabe 2007 etwa das Format eines umfangreichen Wörterbuches.
Eine Version im Jahr 2008 gab es nicht mehr, da Éditions Robert Laffont aufgrund der sinkenden Verkaufszahlen das Buch nicht mehr veröffentlicht hatte. Für die Ausgabe 2009 war man – letztlich erfolglos – auf der Suche nach einem neuen Verlag.

## Online-Fassung (1997–2010)
Von 1997 bis zum 25. März 2010 war Quid auch über das Internet abrufbar. Neben der vollständigen aktuellen Ausgabe bot die Webpräsenz quid.fr tagesaktuelle Nachrichten, einen Weltatlas mit 6.000 Karten und lexikalische Einträge über die 36.380 französischen Gemeinden mit Details zu deren Geschichte, Geografie, Sehenswürdigkeiten und Wirtschaftsleben.

## Faurisson-Eklat
In der Ausgabe für das Jahr 2002 findet sich unter dem Stichwort Auschwitz eine längere Auflistung verschiedener Schätzungen der Opferzahlen des KZ Auschwitz. Am Schluss der Auflistung, die mit den höchsten Einschätzungen beginnt, wird der als Holocaustleugner bekannte Robert Faurisson aufgeführt, der in Quid als „Revisionist“ bezeichnet wird. Nach Faurisson seien es am unteren Ende der Skala nur noch hundertfünfzigtausend Tote, unter ihnen hunderttausend Juden, die zumeist an Typhus verstorben seien. Die Schätzungen wurden unkommentiert nebeneinander aufgeführt.
Gegen die Erwähnung Faurissons klagten verschiedene jüdische und antirassistische Organisationen. Der Verlag versprach, das Kapitel für die nächste Ausgabe zu überarbeiten. Doch die Ausgabe für 2003 erschien mit identischem Text. Die gleichen Vereinigungen reichten erneut Klage ein und erlangten im Schnellverfahren ein Verbot. Der Verlag entschuldigte sich, einen Rückzug der dreihunderttausend ausgelieferten Exemplare lehnte das Gericht ab. (Die Kosten dafür wurden mit zwei Millionen Euro angegeben.) Quid sprach von einem „Fabrikationsfehler“ und wollte Zeitungsanzeigen schalten und in den Buchhandlungen ein Plakat, das auf den Irrtum hinweist, aufhängen lassen. Noch nicht ausgelieferte Exemplare bekamen eine Beilage.

## Quid (Magazin)
Im März 2011 erschien im Verlag Éditions Robert Laffont erstmals das Quid Magazine, eine Zeitschrift, die in zwei Ausgaben jährlich erscheinen soll. Sie trägt den Untertitel: N°1 pour tout savoir („die Nr. 1, um alles zu erfahren“).